# Iphiculus convexus
Iphiculus convexus is een krabbensoort uit de familie van de Iphiculidae. De wetenschappelijke naam van de soort is voor het eerst geldig gepubliceerd in 1918 door Ihle.